# جاك لوفيفر
جاك لوفيفر (بالفرنسية: Jacques Lefèvre d'Étaples )‏ (و. 1460 – مارس 1536 م) هو لاهوتي، ومترجم، وفيلسوف، وإنساني فرنسي، ولد في إتابلس، وكان أحد معارضي الحركة البروتستانتية وفضل إصلاح الكنيسة الكاثوليكية من الداخل وليس عن طريق فصلها، أصبح مقرباً من الملك فرانسوا الأول وتمتع بحمايته، كما كان صديقاً للفيلسوف الهولندي إيراسموس حيث تشاركا الأفكار نفسها. بعد أن أخذ الملك فرانسوا كرهينة بعد هزيمته في معركة بافيا 1525 تمت ملاحقته من قبل البرلمان الفرنسي وصودرت جميع أعماله فإلتجأ إلى ملك نافارا هنري الثاني وبقي هناك إلى وفاته في سنة 1537. ويقال أنه زاره جان كالفن في سنة 1533 في منفاه.